# US-amerikanische Formel-4-Meisterschaft
Die US-amerikanische Formel-4-Meisterschaft (offiziell F4 United States Championship Powered by Honda) ist eine Automobilrennserie nach dem FIA-Formel-4-Reglement in den Vereinigten Staaten. Die US-amerikanische Formel-4-Meisterschaft wurde erstmals 2016 ausgetragen.
Die US-amerikanische Formel-4-Meisterschaft wird vom Automobilclub Sports Car Club of America (SCCA) und dem Motorsportverband Automobile Competition Committee for the United States (ACCUS) veranstaltet.

## Geschichte

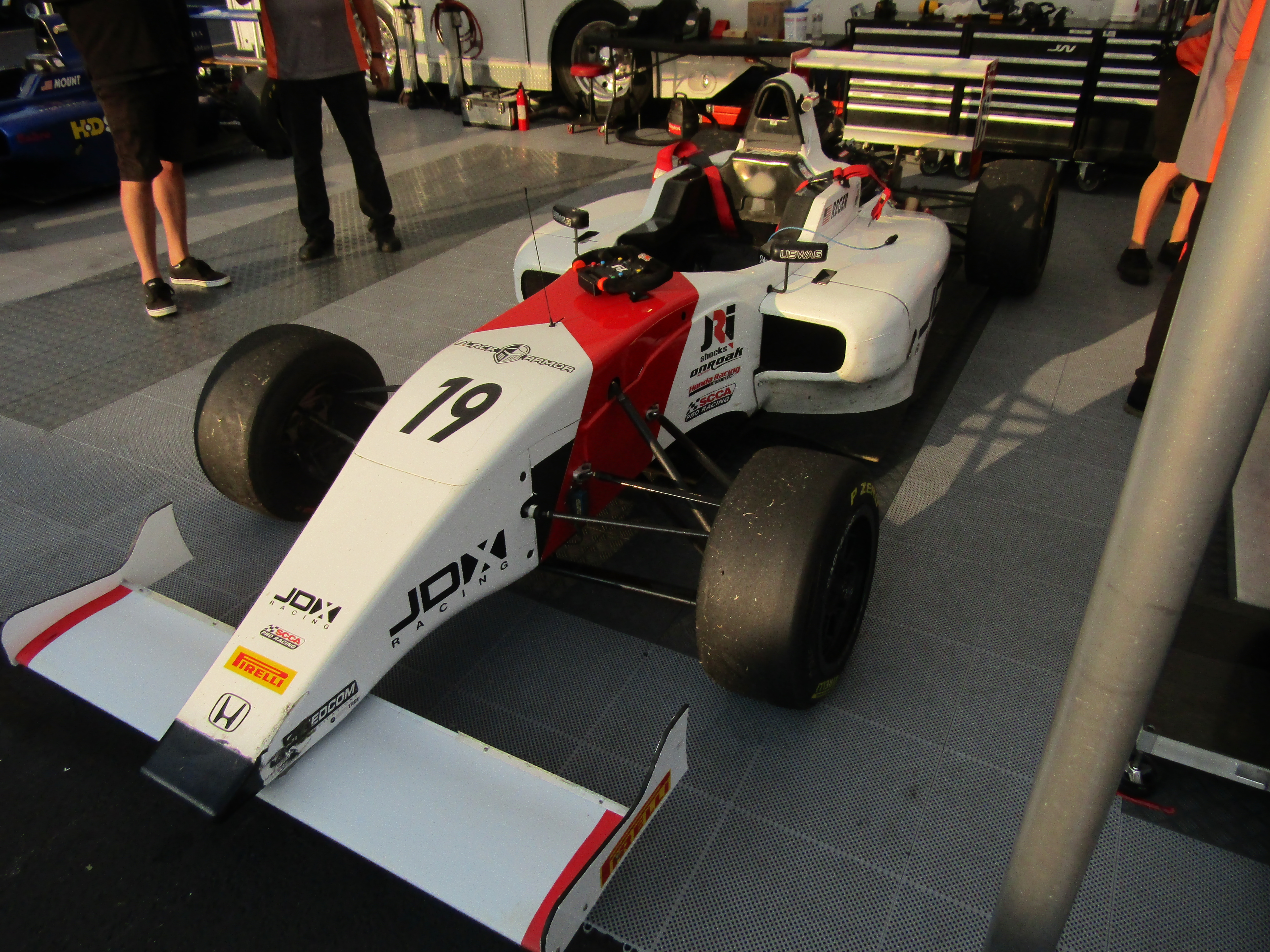
Ein Crawford F4-16 aus dem Jahr 2017

2013 beschloss die FIA die Einführung eines Formel-4-Reglements um als Bindeglied zwischen dem Kartsport und den Formel-3-Rennserien zu dienen. 2015 bekam der US-amerikanische Automobilclub Sports Car Club of America, kurz SCCA, den Zuschlag für die Einführung einer FIA-zertifizierten US-amerikanischen Formel-4-Rennserie.

## Sportliches Reglement

### Ablauf des Rennwochenendes
Es finden zwei freie Trainings statt, die jeweils 30 Minuten dauern. Das Qualifying besteht aus einer 30-minütigen Session und bestimmt die Startreihenfolge zum ersten Rennen; die Reihenfolge des zweiten und dritten Rennens wird über die jeweilige schnellste Rennrunde aus dem Rennen davor gebildet. Alle drei Rennen dauern jeweils 30 Minuten mit einer weiteren finalen Rennrunde. Es dürfen maximal zwei verschiedene Sets von Reifen an drei aneinanderfolgenden Rennwochenenden eingesetzt werden.

### Punkteverteilung
Die Punktewertung orientiert sich am aktuellen Punktesystem der Formel 1. Somit erhält der Sieger eines Rennens 25, der Zweite 18, der Dritte 15 Punkte bis hin zum Zehntplatzierten, welcher den letzten Punkt erhält. Es werden keine Zusatzpunkte für die Pole-Position oder die schnellste Rennrunde verteilt. In die Teamwertung fließen die zwei besten Rennfahrer pro Rennen ein.
| Punkteverteilung | Punkteverteilung | Punkteverteilung | Punkteverteilung | Punkteverteilung | Punkteverteilung | Punkteverteilung | Punkteverteilung | Punkteverteilung | Punkteverteilung | Punkteverteilung | Punkteverteilung | Punkteverteilung |
| ---------------- | ---------------- | ---------------- | ---------------- | ---------------- | ---------------- | ---------------- | ---------------- | ---------------- | ---------------- | ---------------- | ---------------- | ---------------- |
| Platz            | 1                | 2                | 3                | 4                | 5                | 6                | 7                | 8                | 9                | 10               | PP               | SR               |
| Punkte           | 25               | 18               | 15               | 12               | 10               | 8                | 6                | 4                | 2                | 1                | –                | –                |

### Superlizenz-Punkte
Der Meister der Serie erhält 12 Punkte für die Superlizenz, der Vizemeister 10, der Dritte 7 Punkte bis zum siebtplatzierten, welcher den letzten verfügbaren Punkt für die Superlizenz erhält.
| Superlizenz-Verteilung | Superlizenz-Verteilung | Superlizenz-Verteilung | Superlizenz-Verteilung | Superlizenz-Verteilung | Superlizenz-Verteilung | Superlizenz-Verteilung | Superlizenz-Verteilung | Superlizenz-Verteilung | Superlizenz-Verteilung | Superlizenz-Verteilung |
| ---------------------- | ---------------------- | ---------------------- | ---------------------- | ---------------------- | ---------------------- | ---------------------- | ---------------------- | ---------------------- | ---------------------- | ---------------------- |
| Platz                  | 1                      | 2                      | 3                      | 4                      | 5                      | 6                      | 7                      | 8                      | 9                      | 10                     |
| Punkte                 | 12                     | 10                     | 7                      | 5                      | 3                      | 2                      | 1                      | 0                      | 0                      | 0                      |

### Preisgeld
Pro Rennen erhält der jeweilige Sieger ein Preisgeld in Höhe von 750 US-Dollar, der zweitplatzierte Fahrer erhält 300 US-Dollar und der Drittplatzierte 150 US-Dollar. Die Veranstalter schütten am Ende der Saison an die Top-Acht-Fahrer in Summe beinahe eine halbe Million US-Dollar als Preisgeld aus. Der Meister der Rennserie erhält zusätzlich noch ein Praktikumspaket im Wert von etwa 230.000 US-Dollar als Vorbereitung für eine Saison in der Formula Regional Americas Championship. Dieses Paket enthält unter anderem ein Ligier-JS-F3-Chassis, ein Honda Civic Type-R-Motor, ein Saisonset an Reifen von Hankook.

### Teams und Fahrer
Um an der Meisterschaft teilnehmen zu können, müssen die Teams pro Event 2.000 US-Dollar Antrittsgebühr zahlen. Außerdem müssen die Teams aktives Mitglied bei der SCCA sein und jedes Chassis registrieren lassen. Die Registrierungsgebühr beläuft sich auf 600 US-Dollar.
Das Mindestalter beträgt 15 Jahre und man muss die FIA-D-Lizenz besitzen. Die Fahrer müssen pro Saison um eine „SCCA Pro License“ ansuchen, diese kostet jährlich 300 US-Dollar.

## Technisches Reglement

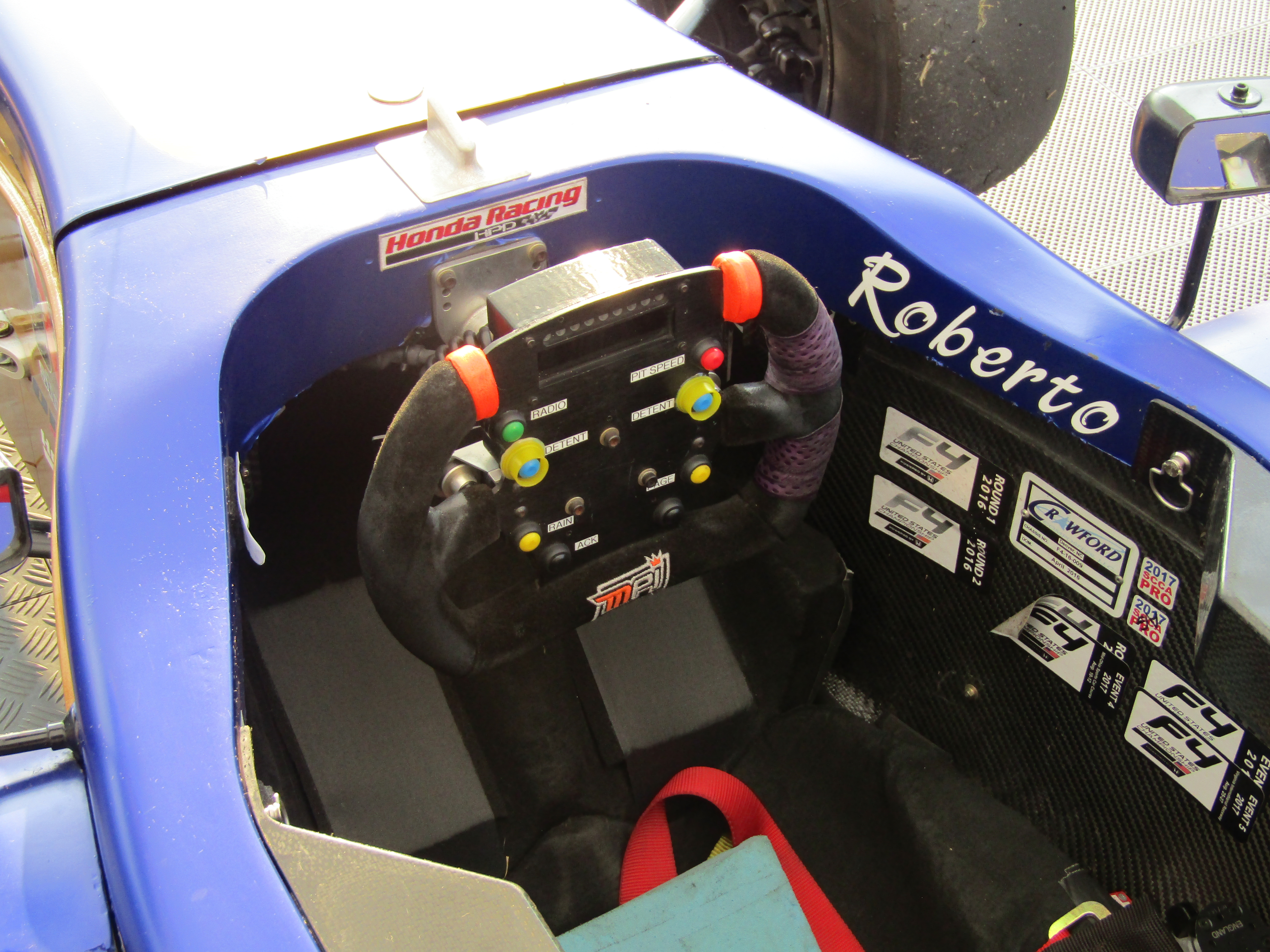
Das Lenkrad eines Crawford F4-16 (2017)

### Chassis
In der US-amerikanischen Formel-4-Meisterschaft wird seit 2024 das Ligier-Chassis JS F422 eingesetzt. Das Chassis ist ein Monocoque aus CFK und wiegt 530 kg, die Aufhängung besteht vorn sowie hinten aus einer Doppelquerlenkerachse mit innenliegenden Federn und Stoßdämpfern, betätigt über Schubstangen. Dieses Chassis ist größer als sein Vorgänger, allerdings rund 40 kg leichter und verfügt erstmals über das Halo-System.
Bis 2023 wurde der Ligier JS F4, bis zum Ende der Saison 2017 auch bekannt als Crawford F4-16, verwendet. Das in North Carolina gefertigte Chassis ist ebenfalls ein Monocoque aus CFK, wiegt 570 kg und besitzt dieselbe Aufhängung wie sein Nachfolger. Das Chassis kostete inklusive des Lenkrads, einer am Fahrzeug montierten Videokamera und Datensensoren zur Telemetrieauswertung rund 55.000 US-Dollar.

### Motor und Getriebe
Als Motor wird seit 2024 ein Ligier 1,65-Liter-Storm-V4-Saugmotor von SuperHP mit etwa 180 PS eingesetzt.
Bis 2023 wurde als Motor ein Honda HPD 2,0-Liter-K20C2-Saugmotor mit etwa 160 PS eingesetzt; derselbe Motor, der auch in der Formula Regional Americas Championship eingesetzt wurde, allerdings ist im Unterschied zur Formel-4-Version der Motor aufgeladen. Der Motor wurde von den jeweiligen Teams direkt vom Hersteller geleast, der Preis betrug pro Leasingjahr 7.200 US-Dollar und wanderte nach drei Jahren in den Besitz des Teams. Nach 100.000 gefahrenen Meilen wurde eine Grundwartung (Service) durch den Hersteller durchgeführt, dabei fielen Kosten in Höhe von 1.600 US-Dollar an.
Als Getriebe wird der Sadev SLR75, ein sequentielles Sechsgang-Halbautomatikgetriebe mit Schaltwippen, eingesetzt.

### Reifen
Als Bereifung kommen Slicks von Hankook zum Einsatz, die Kosten pro Reifenset belaufen sich auf 1.200 US-Dollar. Bis inklusive der Saison 2018 wurden die Reifen von Pirelli bezogen.

## Fernsehübertragung
Alle Rennen werden per Live-Streaming auf der offiziellen Website übertragen.

## Bisherige Meister
| Saison | Meister            | Punkte | Zweiter         | Punkte | Dritter                | Punkte | Bestes Team                    | Punkte | Quelle |
| ------ | ------------------ | ------ | --------------- | ------ | ---------------------- | ------ | ------------------------------ | ------ | ------ |
| 2016   | Cameron Das        | 281,5  | Konrad Czaczyk  | 224,5  | Kyle Kirkwood          | 183,5  | JDX Racing                     | 353,5  | [ 7 ]  |
| 2017   | Kyle Kirkwood      | 345,5  | Raphael Forcier | 162,5  | Dakota Dickerson       | 152,5  | Cape Motorsports               | 433,5  | [ 8 ]  |
| 2018   | Dakota Dickerson   | 269,5  | James Raven     | 208,5  | Christian Rasmussen    | 196,5  | Crosslink with Kiwi Motorsport | 407,5  | [ 9 ]  |
| 2019   | Joshua Car         | 299,5  | Francisco Porto | 220,5  | Christian Brooks       | 209,5  | Crosslink with Kiwi Motorsport | 537,5  | [ 10 ] |
| 2020   | Hunter Yeany       | 285,5  | José Blanco     | 228,5  | Spike Kohlbecker       | 203,5  | Crosslink with Kiwi Motorsport | 557,5  | [ 11 ] |
| 2021   | Noel León          | 212,5  | Mac Clark       | 191,5  | Jason Alder            | 184,5  | Velocity Racing Development    | 381,5  | [ 12 ] |
| 2022   | Lochie Hughes      | 277,5  | Bryson Morris   | 222,5  | Noah Ping              | 196,5  | Crosslink/Kiwi Motorsport      | 447,5  | [ 13 ] |
| 2023   | Patrick Woods-Toth | 263,5  | Titus Sherlock  | 181,5  | Augusto Soto-Schirripa | 158,5  | Crosslink/Kiwi Motorsport      | 541,5  | [ 14 ] |
| 2024   | Daniel Quimby      | 227,5  | Nicolas Stati   | 223,5  | Connor Roberts         | 194,5  | Crosslink Kiwi Motorsport      | 422,5  | [ 15 ] |